# Launaea bornmuelleri
Launaea bornmuelleri là một loài thực vật có hoa trong họ Cúc. Loài này được (Hausskn. ex Bornm.) Bornm. mô tả khoa học đầu tiên năm 1939.